# Ratshauser See
Der Ratshauser See ist ein See im Gebiet der Gemeinde Ratshausen im baden-württembergischen Zollernalbkreis.

## Lage und Beschreibung
Der Ratshauser See liegt einen guten Kilometer flussaufwärts und östlich der Dorfmitte von Ratshausen in wenig Abstand linksseits der auf diesem Abschnitt sehr natürlich fließenden Schlichem. Diese wechselt ungefähr dort aus ihrem Tal innerhalb der Hohen Schwabenalb in ihre Randbucht im mittleren Teil des Südwestlichen Albvorlandes über. Geologisch liegt er hangseitig in Schichthöhe der Opalinuston-Formation des Mitteljuras, im flussseitigen Bereich im Auenlehmband, das die Schlichem darin eingelagert hat. Er gehört zum Naturpark Obere Donau.
Der Spiegel des oberflächlich zuflusslosen Sees mit abschnittsweise Gehölzen am Ufer liegt auf 687 m ü. NHN. Er ist etwa 275 Meter lang, 80 Meter breit und bedeckt eine Fläche von 1,7 ha. Er ist nicht natürlichen Ursprungs; auf dem lokalen Messtischblatt von 1911 ist er nicht eingetragen.
Im See wird sommers gebadet und an ihm wird zuweilen auch geangelt, gefangen werden Regenbogenforellen, Karpfen und Rotfeder.
Der Schlichemwanderweg führt von beiden Seiten zum See.

### LUBW
Amtliche Online-Gewässerkarte mit passendem Ausschnitt und den hier benutzten Layern: Rathauser See und Umgebung

Allgemeiner Einstieg ohne Voreinstellungen und Layer: Daten- und Kartendienst der Landesanstalt für Umwelt Baden-Württemberg (LUBW) (Hinweise)
1. ↑  Seefläche nach dem Layer Stehende Gewässer.
2. 1 2  Dimensionen abgemessen auf dem Hintergrundlayer Topographische Karte.
3. ↑  Schutzgebiete nach den einschlägigen Layern, Natur teilweise nach dem Layer Biotop.

### Andere Belege
1. ↑  Höhe nach blauer Beschriftung auf: Geoportal Baden-Württemberg (Hinweise) (Kartenausschnitt).
2. ↑  Friedrich Huttenlocher: Geographische Landesaufnahme: Die naturräumlichen Einheiten auf Blatt 178 Sigmaringen. Bundesanstalt für Landeskunde, Bad Godesberg 1959. → Online-Karte (PDF; 4,3 MB)
3. ↑  Geologie nach den Layern zu Geologische Karte 1:50.000 auf: Mapserver des Landesamtes für Geologie, Rohstoffe und Bergbau (LGRB) (Hinweise)
4. ↑  Meßtischblatt 7818 Wehingen (Württ.) Wilflingen (Preuß.) von 1911 in der Deutschen Fotothek
5. ↑  Fische im See nach der Seite Ratshauser See auf der Website www.alleangeln.de, abgefragt am 17. September 2021